# Albert Sardà i Pérez-Bufill
Albert Sardà i Pérez-Bufill (Barcelona, 10 d'octubre de 1943) és compositor i professor català.

## Dades biogràfiques[2]
Als 9 anys inicia els estudis musicals amb la pianista Maria Rosa Llorens a l'Escola Virtèlia de Barcelona. El 1963 estudia composició, contrapunt i fuga amb el seu cosí i també compositorJosep Soler i Sardà. Al mateix temps estudia Enginyeria Industrial i el 1984 es llicencia en Història de l'art per la Universitat de Barcelona. La seva tesi doctoral és sobre el mestre Cristòfor Taltabull.
Des de 1971 a 1974 estudia flauta travessera amb Barbara Held i posteriorment, des de 1983 a 1985 estudia violoncel amb Richard Talkowsky.
L'any 1972 amplia els estudis musicals amb una beca a Darmstadt l'any 1972 que li permet assistir al Curs Internacional de Música Contemporània a càrrec de György Ligeti, Karlheinz Stockhausen, Mauricio Kagel i Iannis Xenakis.
Des de 1973 imparteix cursos sobre música contemporània a diferents entitats de Barcelona. Des de 1979 a 1987 és professor d'Harmonia, Contrapunt i Història de l'art al Conservatori Professional de Música de Badalona i al Conservatori Municipal de Música de Manresa; a més, exerceix de director d'aquest darrer conservatori. També és professor d'Estètica i Història de la Música al Conservatori Municipal de Música de Barcelona.
Durant 1977 i 1978 rep una beca de la Fundación Juan March amb l'objectiu de compondre un ballet per a gran orquestra. També s'encarrega del muntatge i la composició musical de diverses pel·lícules.
És un dels membres fundadors de l'Associació Catalana de Compositors, de la qual és president entre 1981 i 1992. Crea la Fundació Música Contemporània de Barcelona el 1992 i és director del Curso de Música del Siglo XX a Sitges i posteriorment a Terrassa. Al llarg del temps imparteix nombroses conferències en l'àmbit nacional i internacional.

## Obres[2][4][5]
- 1970 - Cinc peces per a piano. 6'
- 1971 - Isorritme, per oboè, clarinet si bemoll, celesta, piano, viola i violoncel. 8'

- 1972 - Le serpent, per a veu, guitarra i percussió. 8'
- 1973 - The Ascension of Saint Rose of Lima, per a orgue. 5'
- 1973 - Saudade, per a dues flautes travesseres. 7'
- 1973 - Vuit peces per a orquestra, per a 2 harpes, celesta, piano, orgue, 4 percussionistes i corda. 8'
- 1974 - Apsaras I, per a flauta i piano. 8'
- 1974 - Círculos. Experiencia nº 1, per a flauta, oboè, clarinet si bemoll, clarinet baix i trompeta. 15'
- 1974 - Quatre cançons de Rimbaud, per a soprano (o tenor) i piano. 8'
- 1975 - Apsaras II, per a clarinet si bemoll, violí i piano. 8'
- 1975 - Ophiusa, per a flauta. 6'
- 1975 - Quartet de cordes, per a 2 violins, viola i violoncel. 16'
- 1976 - Visió experimental, per a saxo alt, 2 harpes, celesta, piano, orgue, 5 percussionistes i corda. 8'
- 1977 - Abstraccions, ballet. 20'

- 1978 - Remor, per a guitarra. 6'
- 1979 - Cordelia, per a flauta, clarinet, fagot, trompeta, piano, viola i violoncel. 11'
- 1979 - Un fosc accent, una fosca presència, per a cor mixt. Text de Miquel Martí i Pol. 4'
- 1979 - L'ombra, per a flauta, clarinet, harpa, piano i violoncel. 11'
- 1983 - Enyorança, per a violoncel. 1'
- 1983 - Hora foscant, per a cor mixt. Text de Pere Gimferrer. 10'
- 1983 - Râkme II, per a piano. 9'
- 1986 - Concert per a violoncel i orquestra, per a violoncel sol, 2 arpes, celesta, piano, 5 percussionistes i corda. 16'
- 1986 - L'ombra II, per a flauta, clarinet, piano, violí i violoncel. 11'
- 1986 - Le serpent, versió per a veu, guitarra i cinta. 8'
- 1987 - Quintet de vent, per a flauta, oboè, clarinet, fagot i trompeta. 11'
- 1988 - Arkam, per a corda, trompeta (saxo soprano), piano, bateria i contrabaix. 21'
- 1988 - Selkit, per a flauta i contratenor. 11'
- 1989 - Kouroi, per a orquestra simfònica. 13'
- 1989 - Xaloc, per a orquestra simfònica. 12'
- 1990- Khana, per a violoncel. 7'
- 1990 - Llebeig, per a orquestra de corda. 11'
- 1990 - Roig, per a contratenor. 3'
- 1991 - Empordà hivernal, orquestra de corda. 6'
- 1992 - L'any de gràcia, òpera de cambra en un acte. Text de Pierre Danais, basat en la novel·la "El año de gracia" de Cristina Fernández Cubas. 60'
- 1992 - Catorze maneres de sentir la pluja, per a flauta, clarinet baix, piano, viola, violí i violoncel. 12'
- 1992 - Gloomy, per a clarinet baix si bemoll. 6'
- 1992 - Joasarbe, per a banda simfònica. 11'
- 1992 - Taiko, per a 2 percussionistes. 6'
- 1993 - Appaz, per a clarinet si bemoll. 7'
- 1993 - Angoixa, per a violoncel
- 1993 - Dellà els segles immòbils, per a soprano o tenor i piano. Text de J.V. Foix. 5'
- 1993 - Dos poemes de Miquel Martí i Pol, per a cor mixt. 8'
- 1993 - Pins, per a piano. 3'
- 1993 - Variacions sobre un tema de Schubert, per a piano. 5'
- 1994 - Incomprensión, per a mezzo i piano. Text d'Albert Sardà i Arthur Rimbaud. 8'
- 1994 - Voir dit, per a 4 flautes de bec. 8'
- 1995- Tláloc, per a flauta, clarinet si bemoll, piano, violí i violoncel. 11'
- 1996 - Ebusus, per a flauta travessera - sol. 6'
- 1997 - Aralc, per a saxo sol. 6'
- 1998 - Clara, per a saxo soprano en si bemoll
- 1998 - Soneto, per a soprano, flauta, guitarra i violoncel. Text de Federico García Lorca. 4'
- 1999 - Somriure, per a piano. 2'
- 1999/2001 - Concierto para saxo soprano y orquesta. 16'
- 2000 - Selima, òpera. Text de Miquel de Palol. 64'
- 2000 - Suite de L'any de Gràcia, per a flauta, oboè, clarinet, fagot, trompeta, piano (celesta), 2 percussionistes, 2 violins, viola, violoncel i contrabaix. 26'
- 2001 - Apsaras III, per a violí, oboè i piano. 8'
- 2001 - Potser demà, per a clarinet sib o clarinet baix, bandurria i guitarra. 11'
- 2002 - Incomprensión II, Lied, per a mezzo i piano. Text d'Albet Sardà. 8'
- 2003 - Ekur, per a clarinet si bemoll i piano. 10'
- 2004 - Cantata al gran masturbador, vocal orquestral. Text de Salvador Dalí. 70'
- 2005 - Aquest silenci, per a narrador i clarinet si bemoll. Text de Miquel Martí i Pol. 6'
- 2005 - Evocació testimonial, per a piano. 5'
- 2005 - Suite orquestal de la Cantata al gran masturbador, per a orquestra de cambra. 14'
- 2006 - Mimetic, per a 2 acordions. 6'
- 2006 - Recuerdo, per a piano. 4'
- 2006-2007 - Un futur esplèndid, òpera de cambra en un acte. Text de Miquel de Palol. 65'.
- 2008 - Amor y humor I, per a piano. 6'
- 2008 - Enyorança, versió per a violí. 2'
- 2008 - El tendón de mi pesar, per a saxo sol i piano. 12'
- 2009 - Amor y humor II, per a piano. 6'
- 2009 - Concierto para saxo soprano y orquesta (2a versió). 18'
- 2009 - Kouros, per a 2 pianos. 6'
- 2009-2013 - Apsaras IV, per a flauta dolça soprano, flauta dolça tenor i piano. 8'
- 2009-2013 - Apsaras V, per a violí, viola i piano. 8'
- 2009-2013 - Apsaras VI, per a clarinet, viola i piano. 8'
- 2010 - Oh, Ferran!, per a quartet de saxos. 7'
- 2011 - El timoner de Ferran, versió per a guitarra i acordió. Lletra de Jaume Rocosa.
- 2011 - Säulengang, per a piano. 5'
- 2012 - De biauté, de valour, per a piano. 6'
- 2012 - Kouros (2a versió), per a piano a quatre mans
- 2013 - Aquesta tristesa, immensa, glaçadora..., per a veu i orquestra de cordes. Text de Salvador Espriu. 5'
- 2013 - El timoner de Ferran, versió per a orquestra simfònica. Lletra de Jaume Rocosa.
- 2014 - Records, per a violoncel
- 2015 - Llibre Vermell (Nº 1: O Virgo splendens), per a piano
- 2015 - Recordant Chopin (Preludi Op. 28, nº 9), per a piano
- 2015-2016 - Vet aquí que una vegada, òpera de cambra en un acte per a nens de 7 a 12 anys. Llibret: Jaume Rocosa. 65'
- [2016] - M'embruixa la bruixa, valset mariner d'Altafulla
- 2016 - El somni d'Ishel, per a violí i piano. 4'
- 2018 - El temps sentit, per a violí, viola, violoncel i piano. 10'
- 2019 - Ombres de Tamarit, havanera-valset
- 2020 - Tristesa i esperança, per a contrabaix
- 2021 - Angoixa, solitud i esperança, per acordió. 11'

## Col·laboracions musicals[5]
- 1977 - Encuentros. Pel·lícula. Dir.: Anna Miquel
- 1978 - Gnoocchi el inconformista. Pel·lícula. Dir.: Anna Miquel
- 1980 - Los fieles sirvientes, havanera per a piano. Pel·lícula. Dir.: Francesc Betriu
- 1981 - CerT...?. Pel·lícula. Dir.: Vicente J. Latre
- 1988 - Avui pot ser el teu dia de sort. Pel·lícula. Dir.: Francesc Casanovas
- 1998 - Haragia. Pel·lícula. Dir.: Begoña Vicario
- 2007 - Aleatorietat controlada, improvisació al Conservatori Municipal de Música de Barcelona el 17 de març de 2007

## Reconeixements[2]
- Premi Ferran Sors - 1984 - L'ombra.

- Premi Ciutat de Barcelona - 1986 - Concert per a violoncel i orquestra

També ha obtingut premis al III Festival Internacional Súper 8 (Teheran, 1976), la II Semana de Cine Amateur de Avilés (1976), el Zacatecas Film Festival (Mèxic, 1980), premi especial de la Dirección General de Cinematografía del Ministerio de Cultura (1980), premi del jurat del Festival Internacional de Jalisco (1980), primer premi del XI Certamen Nacional de Cine en Super 8 (1977) i de la Setmana Catalana de Berlin (1988).

## Fons
El fons de partitures d'Albert Sardà es conserva a la Biblioteca de Catalunya.